# 國立臺灣大學綜合體育館
國立臺灣大學綜合體育館是位於國立臺灣大學總校區內的體育館，座落於台灣臺北市大安區辛亥路與新生南路交叉口，無獨立門牌號碼，台大校內一般稱為新體，校外或稱台大巨蛋體育館、台大小巨蛋。建設目的是為了替代台大舊體育館，以提供更多的運動休閒空間與更新的運動器材，解決台大校內缺乏可以舉辦大型活動的場所的問題；並因為該館符合台大校外團體的需求，亦外借給其他社會團體舉辦活動。

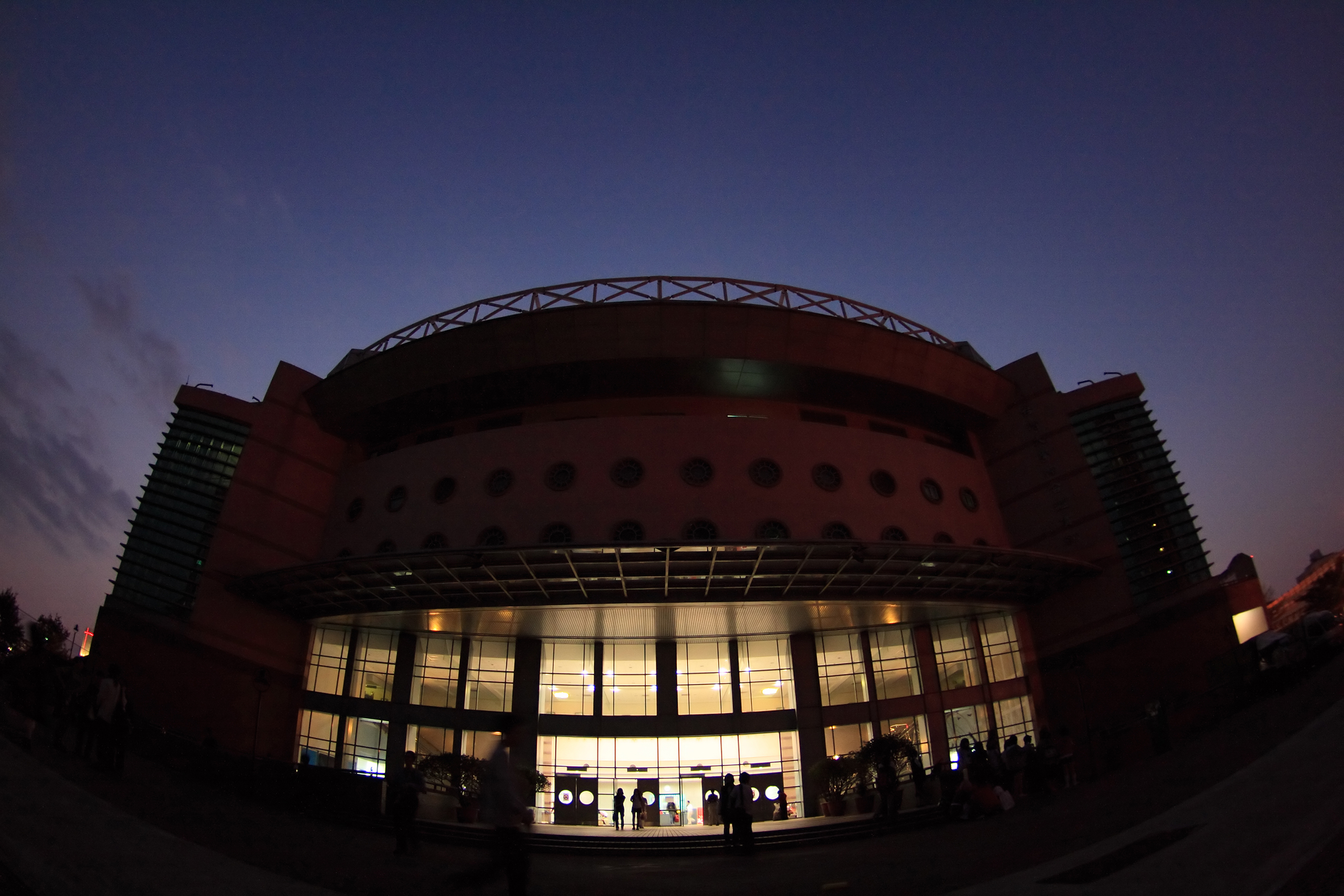
臺大綜合體育館正面夜景

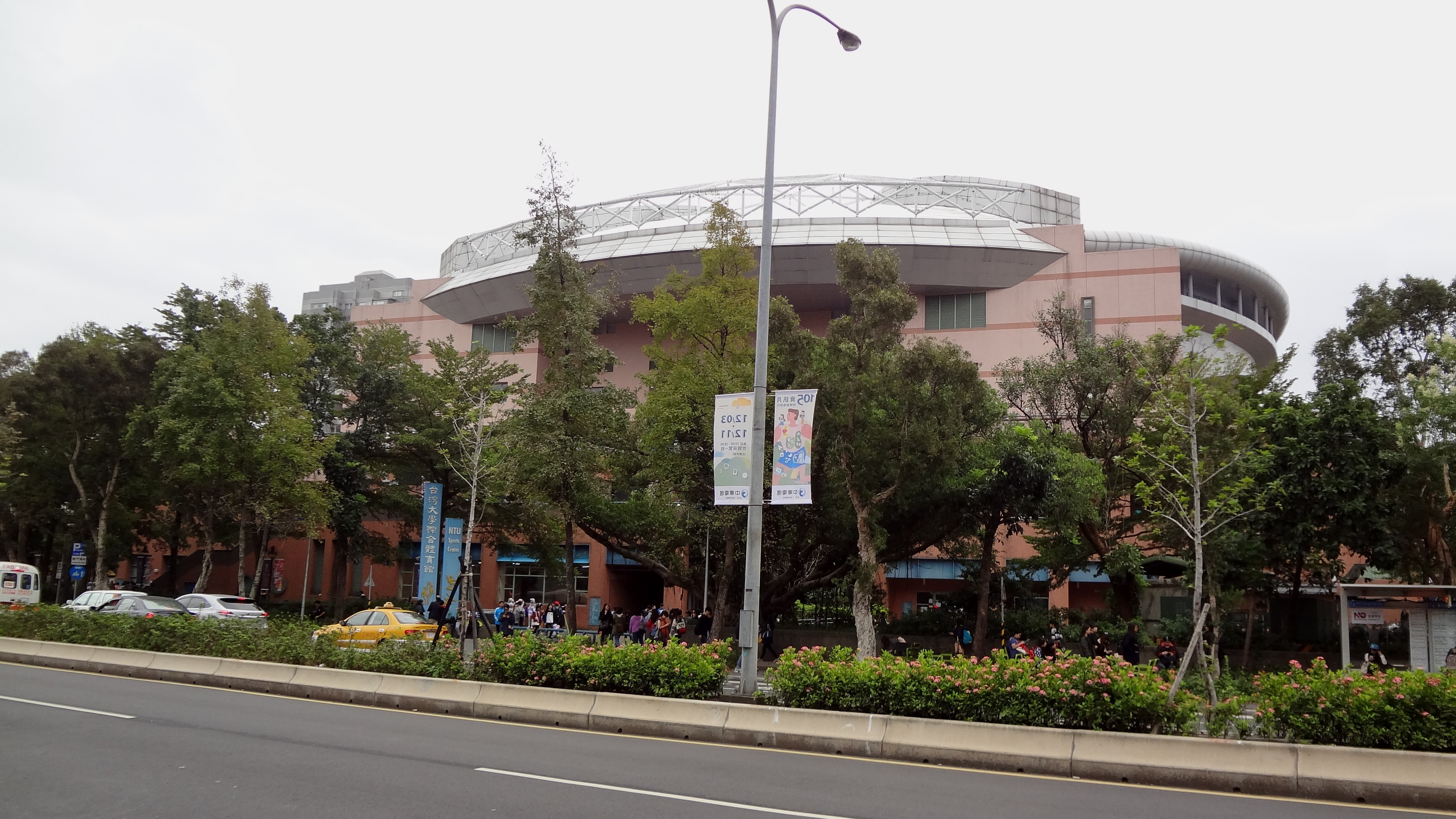
臺大綜合體育館新生南路側外觀

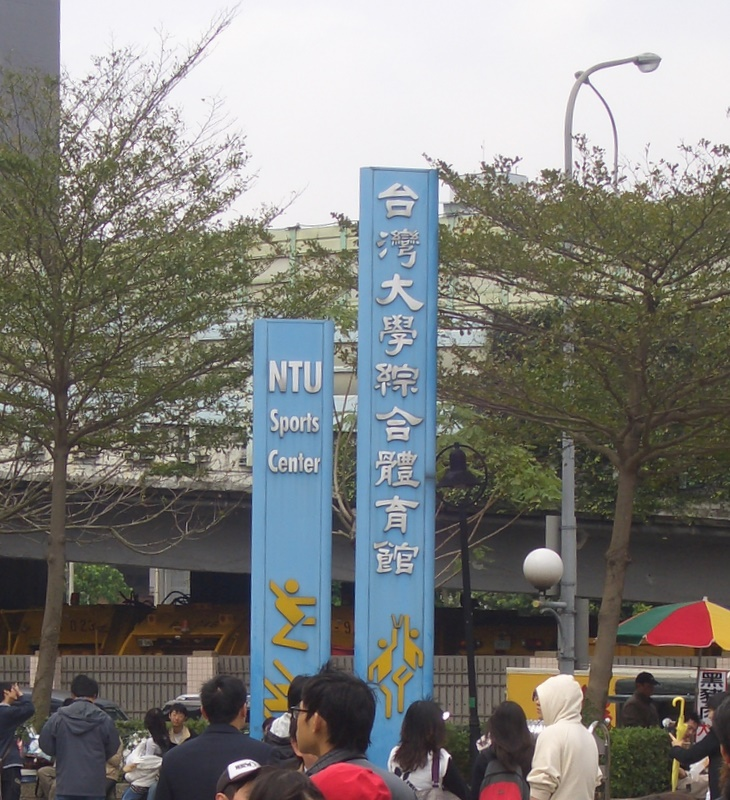
臺大綜合體育館外

## 歷史
- 1987年：台大提出興建綜合體育館的籌建計劃並申請。
- 1989年：台大成立綜合體育館籌建委員會，並委託中華顧問工程司撰寫規劃書。
- 1991年：建築競圖，由沈祖海聯合建築師事務所優勝。
- 1995年7月：開工。
- 2001年4月：完工。
- 2001年5月：取得建築使用執照。
- 2001年6月：第一次舉辦活動——台大該年的畢業典禮，陳水扁總統前來致辭。
- 2001年7月：第一次正式對外租借使用。
- 2002年2月：《國立臺灣大學綜合體育館管理辦法實施細則》施行，並正式對外營運。
- 2002年3月：舉辦啟用典禮。

## 設施
- 地下停車場： 提供臨時停車及長期車位租借。
- B1：健身房、桌球室、壁球室、技擊室、舞蹈教室、韻律體操室、柔道室、溫水游泳池。
- 1F：多功能球場，可機動區分成籃球場兩面、排球場四面、手球場兩面或羽球場15面。
- 2F：教室。
- 3F：主球場，挑高23公尺。
- 4F、5F：主球場看台區。

## 活動

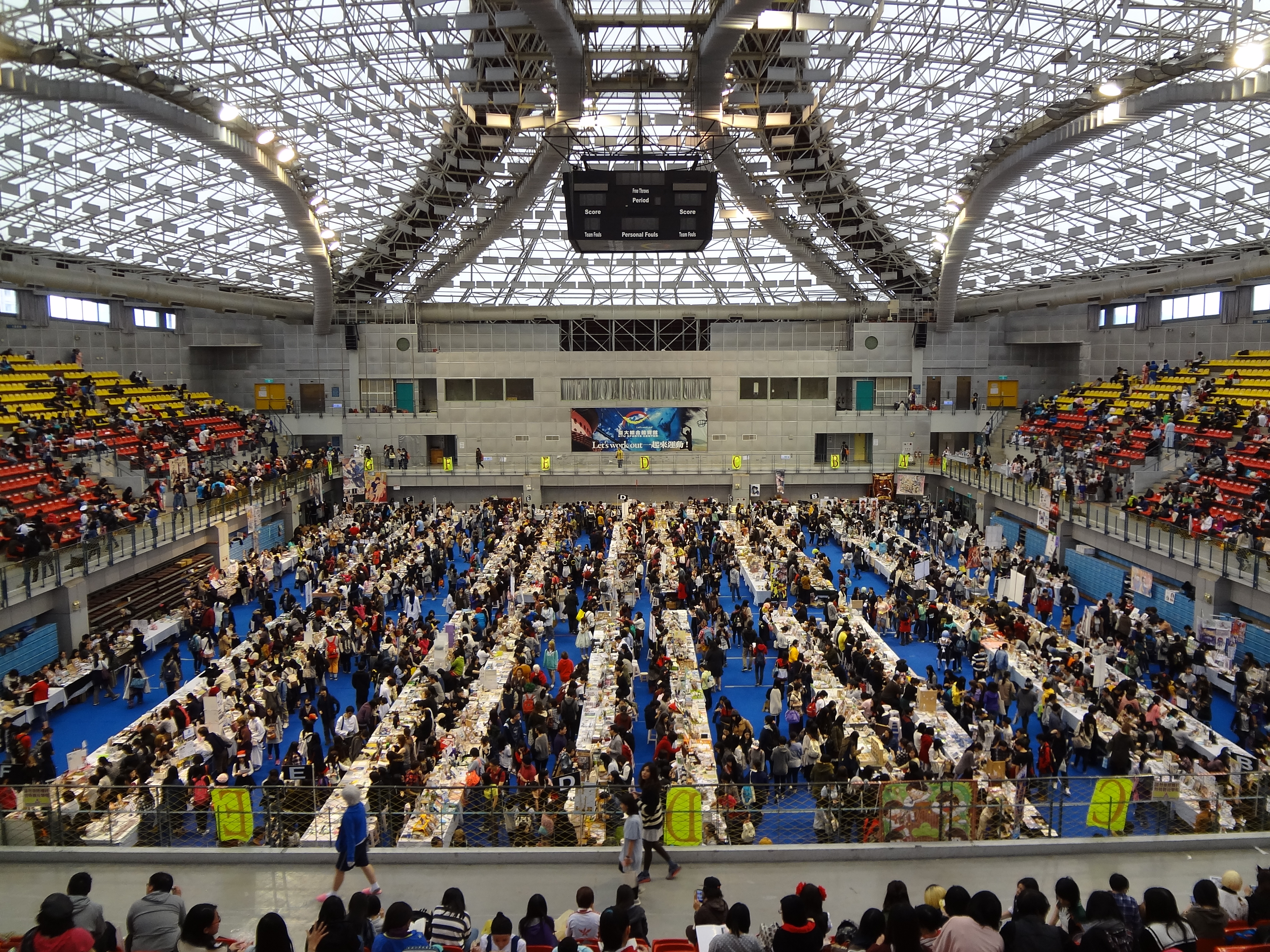
舉辦同人誌即賣會的台大綜合體育館主球場

### 頒獎典禮
- 2003年8月2日 第14屆金曲獎頒獎典禮
- 2011年5月28日 第22屆傳藝金曲獎頒獎典禮
- 2024年10月26日 第6屆走鐘獎頒獎典禮

### 體育
- 2004年世界室內足球錦標賽（台灣媒體報導時多稱為「世界盃五人制足球賽」[2]）之一場地
- 高中籃球聯賽決賽[1]
- 2017台北世大運的排球比賽場館
- 2021年P. LEAGUE+熱身賽[3][4]
- 第十九季超級籃球聯賽比賽場館
- 2024年T1聯盟季後賽臺北戰神主場館[5]

### 活動
- 2004年8月14日 飢餓三十人道救援行動第十五屆舉辦地[6]
- 2016年7月30日 飢餓三十人道救援行動第二十七屆舉辦地
- 佛指舍利在台灣停留的地點之一
- 台灣同人誌販售會永久舉辦地
- 開拓動漫祭部分屆次舉辦地
- 巴哈姆特電玩資訊站站聚部分屆次舉辦地
- 2010超級巨星紅白藝能大賞舉辦地

### 演唱會
- 方大同Timeless Live In Taipei 2009
- 楊乃文舉辦演唱會
- 倖田來未舉辦演唱會
- 2013年 寶兒舉辦演唱會
- F.I.R. 飛兒樂團舉辦演唱會
- 陳綺貞舉辦演唱會
- 2011年 田馥甄舉辦 "To My Love 慶功音樂會"
- 梁靜茹舉辦演唱會
- 戴佩妮舉辦演唱會
- JAM Project舉辦演唱會
- 2PM舉辦演唱會
- 張根碩舉辦演唱會
- BEAST舉辦演唱會
- T-ara舉辦演唱會
- 金賢重舉辦演唱會
- 丁噹舉辦演唱會
- 何韻詩舉辦演唱會
- 我的另類羅曼史(jessica)舉辦演唱會
- APINK舉辦演唱會
- 八三夭舉辦演唱會
- 2017年 NU'EST W舉辦2017 NU'EST W Special Concert in Taiwan
- 2017年 Wanna One舉辦首場亞洲巡迴粉絲見面會《WANNA BE LOVED》
- 2017年 陳奕迅舉辦Eason says C'mon in~Tour演唱會 台北站
- 2019年 CTO家族演唱會ft/天王羅志祥/凱樂
- 2020年2月14日 白虎舉辦2020 NU'EST BAEKHO MINI CONCERT "BAEKHO-liday" IN TAIPEI（因COVID-19取消）
- 2020年 邕聖祐舉辦ONG SEONG WU ASIA FANMEETING <WE BELONG> IN TAIPEI（因COVID-19取消）
- 2020年 木曜4超玩舉辦演唱會

## 交通

### 捷運
- 松山新店線的公館站、台電大樓站，距離體育館大約800～1000公尺。

### 公車
- 搭乘52、109（假日）、284、505、643、642、676、530、綠11、綠13在體育館旁的新生南路上設有「台大綜合體育館」站牌。

### 快速道路
- 國道3甲及建國高架橋。

### 高速公路
- 國道3甲及建國高架橋。

## 外部連結
- 台大綜合體育館官方網站 （页面存档备份，存于）